# Блатуша
Блатуша (хорв. Blatuša) — населений пункт у Хорватії, у Сисацько-Мославинській жупанії у складі громади Гвозд.

## Населення
Населення за даними перепису 2011 року становило 171 осіб.
Динаміка чисельності населення поселення:

## Клімат
Середня річна температура становить 10,61 °C, середня максимальна – 25,38 °C, а середня мінімальна – -6,54 °C. Середня річна кількість опадів – 1071 мм.
| Клімат поселення                              | Клімат поселення | Клімат поселення | Клімат поселення | Клімат поселення | Клімат поселення | Клімат поселення | Клімат поселення | Клімат поселення | Клімат поселення | Клімат поселення | Клімат поселення | Клімат поселення | Клімат поселення |
| Показник                                      | Січ.             | Лют.             | Бер.             | Квіт.            | Трав.            | Черв.            | Лип.             | Серп.            | Вер.             | Жовт.            | Лист.            | Груд.            |                  |
| Середній максимум, °C                         | 6,96             | 8,97             | 13,47            | 17,70            | 22,22            | 25,38            | 24,71            | 23,97            | 20,47            | 15,45            | 9,60             | 5,32             |                  |
| Середня температура, °C                       | 0,21             | 2,22             | 6,72             | 10,95            | 15,47            | 18,64            | 20,30            | 19,57            | 16,08            | 11,04            | 5,20             | 0,91             |                  |
| Середній мінімум, °C                          | −6,54            | −4,52            | −0,04            | 4,20             | 8,73             | 11,88            | 15,90            | 15,16            | 11,66            | 6,65             | 0,81             | −3,49            |                  |
| Норма опадів, мм                              | 66               | 65               | 75               | 88               | 91               | 99               | 93               | 95               | 101              | 103              | 110              | 85               |                  |
| Середньомісячна швидкість вітру, м/с          | 1.60             | 1.70             | 2.10             | 2.00             | 1.84             | 1.70             | 1.69             | 1.50             | 1.50             | 1.52             | 1.60             | 1.62             |                  |
| Середньомісячна сонячна радіація, кДж/м²·день | 4265             | 6996             | 10569            | 15061            | 19256            | 21316            | 22543            | 19397            | 14290            | 8979             | 4702             | 3471             |                  |
| --------------------------------------------- | ---------------- | ---------------- | ---------------- | ---------------- | ---------------- | ---------------- | ---------------- | ---------------- | ---------------- | ---------------- | ---------------- | ---------------- | ---------------- |
| Джерело:                                      |                  |                  |                  |                  |                  |                  |                  |                  |                  |                  |                  |                  |                  |